# Cá mập thiên thần Đài Loan
Cá mập thiên thần Đài Loan, tên khoa học Squatina formosa, là một loài cá mập trong chi Squatina, chi duy nhất còn sinh tồn trong họ và bộ của nó. Loài này được S. C. Shen & W. H. Ting miêu tả khoa học đầu tiên năm 1972.